# 1819 dans le catholicisme
Chronologie du catholicisme
- 1815
- 1816
- 1817
- 1818
- 1819
- 1820
- 1821
- 1822
- 1823

Cet article présente les faits marquants de l'année 1819 dans le catholicisme.

## Évènements
- 4 juin : Création d'un cardinal par Pie VII.
- 27 septembre : Création de deux cardinaux par Pie VII.

## Naissances
- 25 juin : Alessandro Franchi, cardinal de la Curie romaine, cardinal-secrétaire d'État, précédemment archevêque titulaire de Thessalonique (de) († 31 juillet 1878)

## Décès
- 20 janvier : Maria-Thaddeus von Trauttsmandorff Weinsberg, cardinal autrichien, prince-archevêque d'Olomouc (° 28 mai 1761)
- 21 juillet : Giovanni Battista Zauli, cardinal italien de la Curie (° 25 novembre 1743
- 12 septembre : Alessandro Malvassia, cardinal italien de la Curie (° 26 avril 1748)
- 6 octobre : Giovanni Filippo Gallarati Scotti, cardinal italien de la Curie, dernier nonce apostolique à Venise (° 25 février 1747)
- 30 décembre : Antoine-Hubert Wandelaincourt, prêtre et homme politique français, évêque constitutionnel de la Haute-Marne (° 23 avril 1731)